# Pseudisotoma monochaeta
Pseudisotoma monochaeta är en urinsektsart som först beskrevs av Kos 1942.  Pseudisotoma monochaeta ingår i släktet Pseudisotoma, och familjen Isotomidae. Arten är reproducerande i Sverige.